# دواجن الوطنية
دواجن الوطنية أضخم منشأة دواجن على مستوى الشرق الأوسط، وإحدى أكبر الشركات في قطاع الدواجن في العالم. يقع مقر الشركة الرئيسي في منطقة القصيم في المملكة العربية السعودية، وهي تقوم بتوظيف 7000 موظف وموظفة من الكوادر المؤهلة. وتصل حصة الوطنية من أسواق منطقة الخليج العربي إلى 40 بالمائة، إذ تقوم بإنتاج 575 ألف دجاجة ومليون بيضة في اليوم الواحد، و1800 طن من الأعلاف يوميا، وتخرج مسالخها 32 ألف دجاجة في الساعة، كما تصنع السماد بمعدل 70 طن سماد يوميا.
وتمتد منشأة دواجن الوطنية على مساحة إجمالية قدرها 232 كيلو متراً مربعاً، وهي تتضمن مجمعّات سكنية ومنشآت صناعية وتقنية متطورة.

## التاريخ
ففي عام 1397 هـ الموافق 1977 م تأسست (دواجن الوطنية) لتلبي جزءاً من حاجة المواطن والمقيم في المملكة ومن ثم أصبحت الفكرة مشروعاً تم تحقيقه على أربع مراحل.

### البداية
كانت البدايات في عام (1401 هـ) الموافق (1981 م) حيث تم حشد خبرات هائلة في التخطيط والإنشاء والإدارة. بدأ المشروع إنتاجه الفعلي في بداية (1402 هـ) الموافق (1982 م) بخمسة وثلاثين مليون طير في السنة.